# Amanda Coetzer
Amanda Coetzer, född 22 oktober 1971 i Hoopstad, Sydafrika, är en sydafrikansk högerhänt tidigare professionell tennisspelare. Hon rankades som bäst som världstrea i singel (november 1997) och som nummer 15 i dubbel (september 1993).Coetzer spelade i prispengar in 5 594 821 US dollar.

## Tenniskarriären
Amanda Coetzer blev professionell spelare på WTA-touren i januari 1988 och spelade tävlingstennis där till juni 2004. Hon vann vardera nio WTA singel- och dubbeltitlar och dessutom fyra singel- och två dubbeltitlar i ITF-turneringar. Coetzer vann inte någon titel i Grand Slam-turneringar, men bland meriterna kan nämnas turneringssegrar över spelare som Steffi Graf, Jana Novotna, Mary Pierce, Martina Hingis och Lindsay Davenport. 
Coetzer bästa spelsäsong var 1997. Hon besegrade det året världsettan Steffi Graf vid tre tillfällen. I Tier I-turneringen i Berlin vann hon över tyskan med 6-0, 6-1 på 56 minuter. I Australiska öppna besegrade hon Graf i fjärde omgången och senare på våren i Franska öppna noterade hon seger över henne igen. Coetzer vann under året två tourtitlar (Budapest och Luxembourg). 
Coetzer vann sin främsta titel 1998 (Tier I, Hilton Head) genom finalseger över rumänskan Irina Spirlea. 
År 2000 vann Coetzer Hopman Cup tillsammans med landsmannen Wayne Ferreira. 
Coetzer spelade i det sydafrikanska Fed Cup-laget 1992-93, 1995-97 och 2003.

## Spelaren och personen
Amanda Coetzer tränades bland andra av sin flerfaldiga dubbelpartner Lori McNeil. Coetzer spelar med dubbelfattad backhand, hon är 158 cm lång och väger 54 kg. Hon var en utpräglad baslinjespelare.  
Hon är bosatt i födelsestaden. 

## WTA-titlar
- Singel
  - 2003 - Acapulco
  - 2001 - Acapulco
  - 2000 - Antwerpen
  - 1998 - Hilton Head
  - 1997 - Budapest, Luxembourg
  - 1994 - Prag
  - 1993 - Melbourne Open, Tokyo [Nichirei]
- Dubbel
  - 2001 - Oklahoma City, Bahia (båda med Lori McNeil)
  - 1997 - Budapest (med Alexandra Fusai)
  - 1996 - Tokyo [Nichirei] (med Mary Pierce)
  - 1995 - Amelia Island, Berlin (båda med Ines Gorrochategui)
  - 1994 - Prag (med Wild)
  - 1992 - Taranto (med Ines Gorrochategui), Puerto Rico (med Reinach).